# غينيفيف أميوت
غينيفيف أميوت (بالإنجليزية: Geneviève Amyot)‏ (10 يناير 1945 في كندا - 11 يونيو 2000، ليفيس في كندا)؛ كاتِبة وشاعرة كندية. درست في جامعة لافال.